# Lista de países e territórios da América do Norte por PIB (PPC)

Esta é a lista de países e territórios da América do Norte por Produto Interno Bruto (PIB) em Paridade do poder de compra (PPC). Os valores são estimativas segundo o Fundo Monetário Internacional 2025 (EUA e Canadá) , segundo World Economics Reserch 2024 (México), as Ilhas Bermuda segundo gov.bm e o Alaska, segundo o Bureau of Economic Analysis 2024 . O PIB de São Pedro e Miquelão é uma estimativa de 2023 do Institut d`émission d`outre-mer e a Groelândia segundo o Banco Mundial em 2021. Os Estados Unidos contíguos representam os 48 estados do território principal dos Estados Unidos. O Alasca também é um dos estados dos Estados Unidos, mas não faz divisa com os 48 estados restantes. A Groenlândia é a maior ilha do mundo e pertence a Dinamarca. As ilhas Bermudas, que estão no Atlântico Norte, pertencem ao Reino Unido e as ilhas São Pedro e Miquelon são território ultramarino da França na costa do Canadá. O México, o Canadá e os Estados Unidos compõem os estados soberanos da América do Norte. A população é uma estimativa da Fundo  Monetário Internacional para 2024.      

## Lista dos países, estados e territórios da América do Norte
| Rank | Países ou Territórios          | PIB (PPC) milhões US | PIB per capta US | População (2024) | Área       | Ano  | Ref.  |
| ---- | ------------------------------ | -------------------- | ---------------- | ---------------- | ---------- | ---- | ----- |
| 1    | Estados Unidos Contíguos       | 30 340 000           | 89 686           | 338 290 000      | 7 824 535  | 2025 | [ 2 ] |
| 2    | México                         | 4 124 601            | 30 926           | 133 370 000      | 1 964 375  | 2024 | [ 3 ] |
| 3    | Canadá                         | 2 692 569            | 64 570           | 41 700 000       | 9 984 670  | 2025 | [ 4 ] |
| 4    | Alasca ( Estados Unidos)       | 70 141               | 94 657           | 741 000          | 1 717 856  | 2024 | [ 5 ] |
| 5    | Bermudas ( Reino Unido)        | 8 714                | 134 058          | 64 100           | 53         | 2023 | [ 6 ] |
| 6    | Groenlândia ( Dinamarca)       | 3 860                | 68 929           | 56 000           | 2 166 086  | 2021 | [ 7 ] |
| 7    | São Pedro e Miquelão ( França) | 396                  | 65 918           | 6 000            | 242        | 2023 | [ 8 ] |
| _    | América do Norte               | 37 170 139           | 72 388           | 513 487 000      | 23 665 992 |      |       |